# Économie de Wallis-et-Futuna
L'économie de Wallis-et-Futuna est essentiellement organisée autour de l'agriculture vivrière et la pêche, ainsi que l'artisanat et travail dans l'administration publique. Les échanges marchands sont peu développés, la culture wallisienne et futunienne étant organisée dans des grands réseaux de dons et de contre-dons. L'arrivée des Européens dans ces îles au XIXe siècle marque le début du commerce, en particulier l'export de coprah, même si celui-ci occupe une faible place dans l'économie locale. Depuis le passage du protectorat au territoire d'outre-mer en 1961, le secteur public s'est fortement développé pour fournir les différents services publics (enseignement, santé, etc) et représente 70 % des emplois, contre 30 % pour le secteur privé. Le tourisme est très peu développé sur les deux îles et le territoire bénéficie de nombreuses subventions du gouvernement français en raison de son éloignement. Wallis-et-Futuna se place à l'avant-dernière place derrière la Nouvelle-Calédonie, mais devant Mayotte le territoire le plus pauvre de France, si l'on considère uniquement le revenu monétaire par habitant (en 2005 le PIB par habitant était de 12 640 dollars américains), mais son niveau de vie est plus élevé que sur les archipels polynésiens voisins. La monnaie locale est le Franc Pacifique.

## Moyens de revenus

### Agriculture
L'économie du territoire est limitée à l'agriculture traditionnelle de subsistance, avec environ 80 % de la population active vivant de l'agriculture (noix de coco et légumes), de l'élevage (principalement des porcs) et de la pêche. Les produits agricoles comprennent les fruits à pain, les ignames, le taro, les bananes, les porcs et les chèvres.
Les industries comprennent le coprah, l'artisanat, la pêche et le bois. En 2007, 63 millions de dollars en marchandises (denrées alimentaires, produits manufacturés, matériel de transport, carburant, vêtements) ont été importées, principalement de France, de Singapour, d'Australie et de Nouvelle-Zélande, et il n'y a pas eu d'exportations (l'année précédente, en 2006, les exportations s'élevaient à 122 000 USD et se composait entièrement de 19 tonnes de coquilles de trocas).

### Pêche

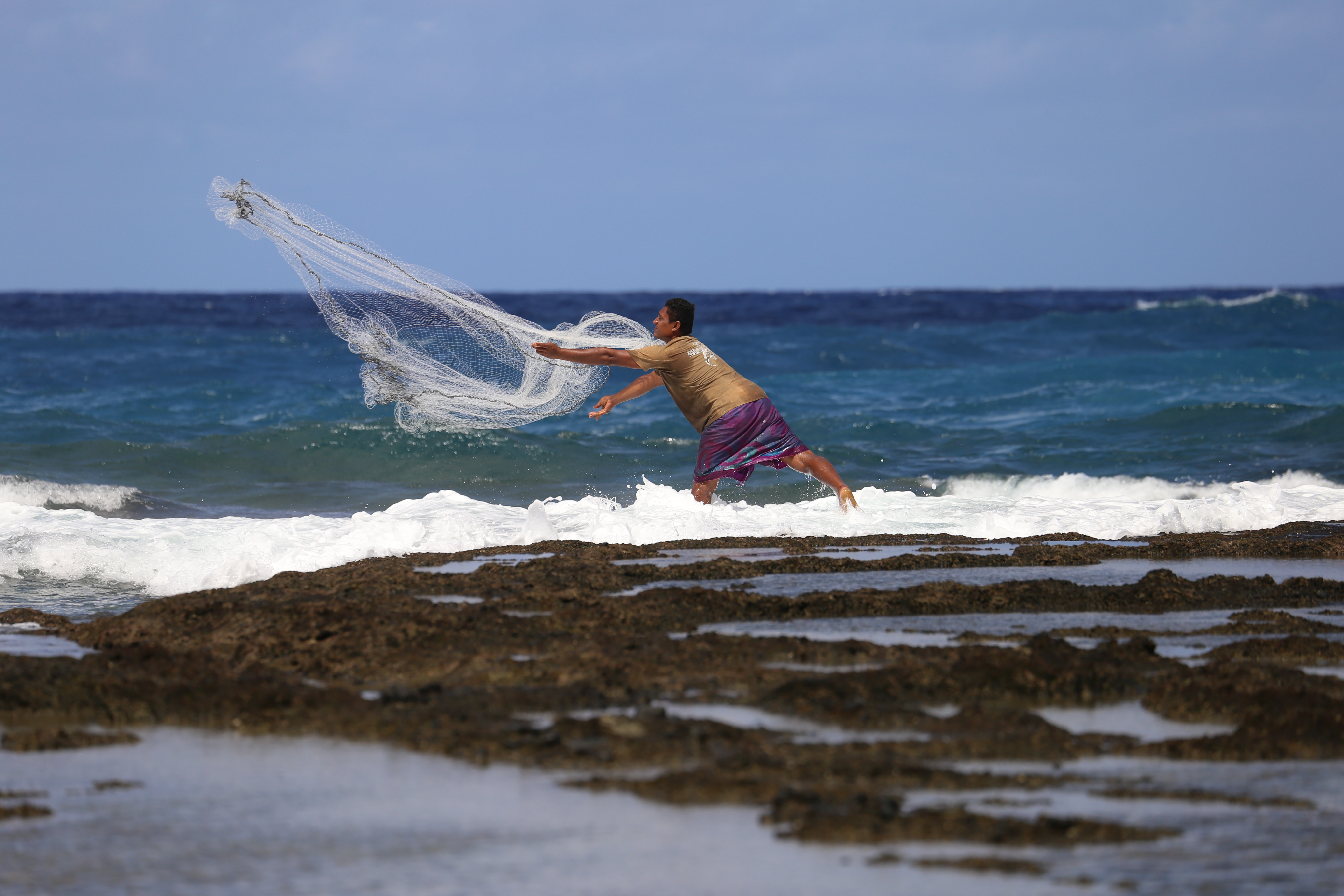
Homme faisant de la pêche traditionnelle à Futuna (2012).

Le territoire possède une importante zone économique exclusive , dont la superficie est de 256 745 km2. En 2002, des experts de Nouvelle-Calédonie estimaient le potentiel de cette zone à 2-3 mille tonnes de poissons par an, dont 1 352 à 2 350 tonnes de thon[réf. nécessaire]. En 2008, la construction d'un port de pêche a débuté dans la rade du village d'Halalo au sud d'Uvéa ce qui a permis d'améliorer la production de pêche.
Dans le même temps, le petit lagon des îles Wallis reste une zone de pêche. La pêche à l'échelle industrielle n'est pas pratiquée. Les pêcheurs (environ 333 recensé en 2001) utilisent principalement des filets, ainsi que des fusils sous-marins et des fléchettes. Cependant, seuls 20 % d'entre eux partent en mer plus de deux fois par semaine. La capture totale est estimée entre 600 et 800 tonnes par an et est entièrement consommée par la population des îles. Face à l'épuisement des stocks halieutiques dans le lagon de Walis, l'Assemblée territoriale encourage la pêche en haute mer : les pêcheurs bénéficient d'une remise sur le carburant, le matériel, l'entretien . Le programme de développement 2007-2011 prévoit l'équipement des petites entreprises pour la production, le transport et la commercialisation des produits de la mer congelés.
Une industrie importante est l'extraction des mollusques de trocas, utilisés pour fabriquer des boutons. C'est l'un des types d'activité économique d'exportation (fourni à l'Italie).

### Tourisme

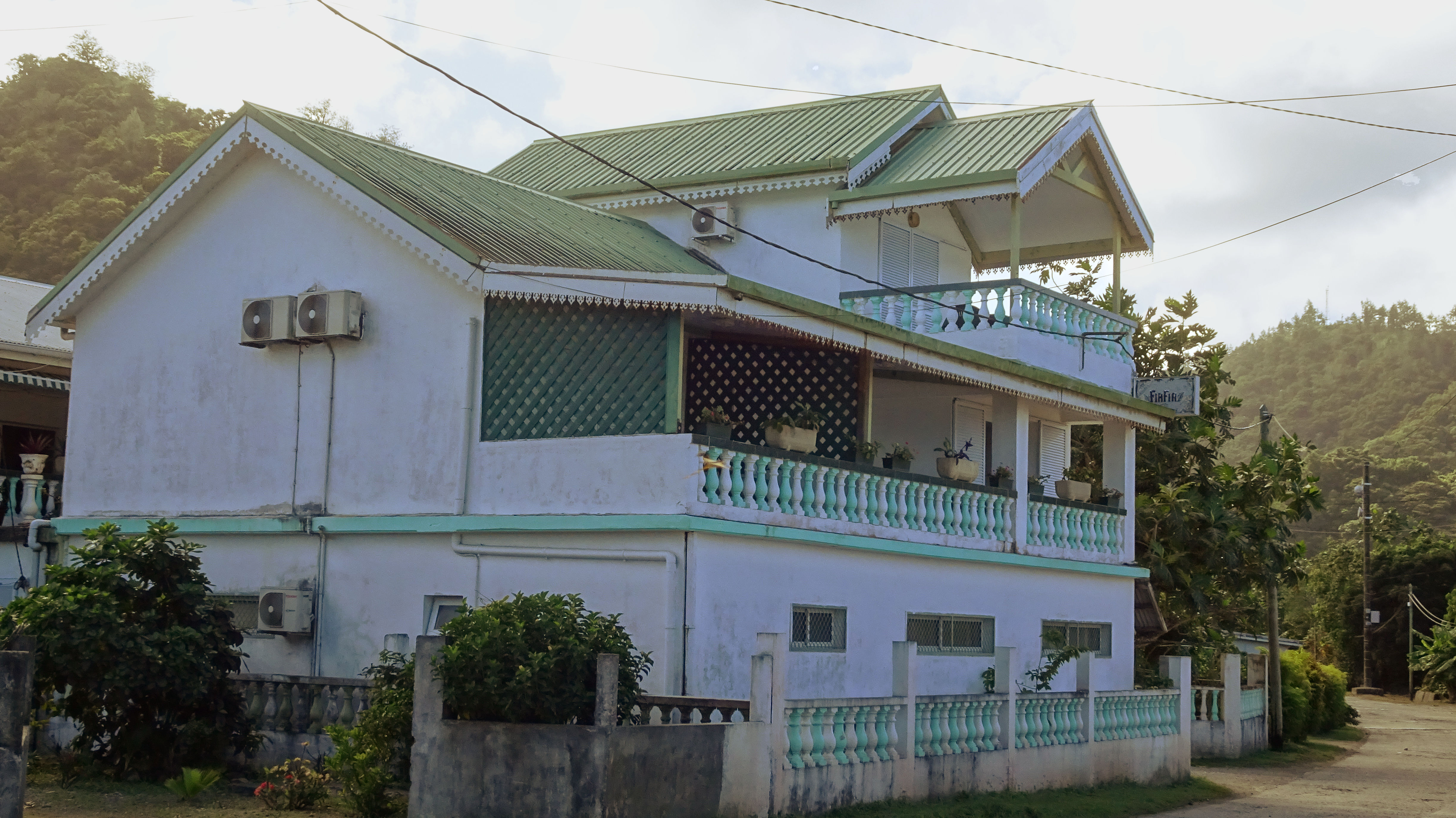
Hôtel Fiafia à Nuku, sur l'ile de Futuna

De par l'isolement des trois iles, Wallis-et-Futuna compte encore très peu de touristes, ce secteur est donc peu développé,. Sur l'ile de Wallis, on recense quatre établissements hôteliers. Il existe quelques restaurants à Mata Utu, ainsi que des commerces de proximité. Certains endroits comme le lac Lalolalo sont devenus des lieux touristiques. L'île de Futuna connaît un tourisme religieux, avec des pèlerins venus de toute la région venant vénérer Pierre Chanel, martyr de l'Océanie.

## Une économie du don et du contre-don

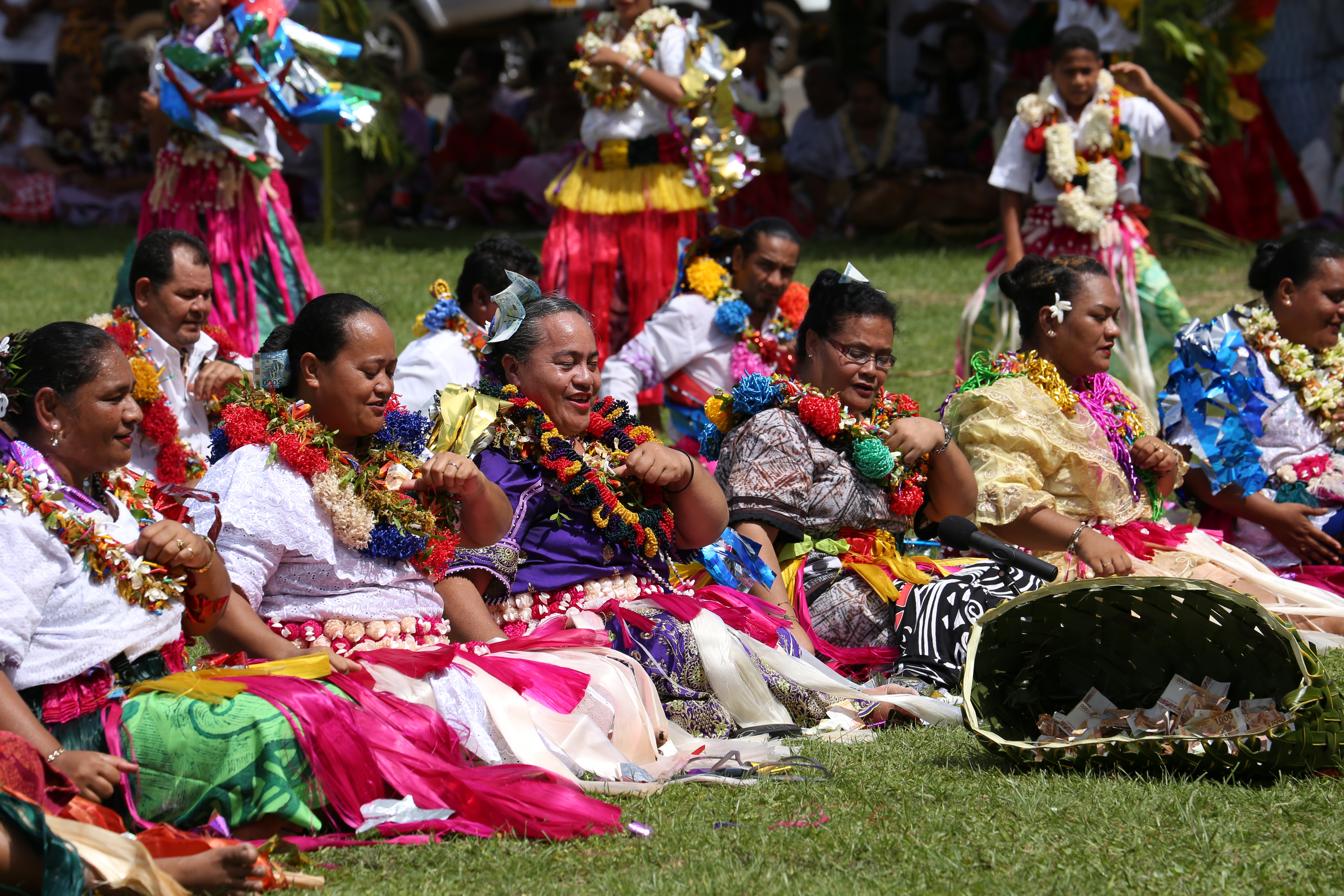
Un panier rempli de francs pacifiques, la monnaie locale, lors d'une fête coutumière (katoaga) en 2019.

L'économie de Wallis-et-Futuna est essentiellement rurale, axée sur la pêche artisanale et l'agriculture océanienne vivrière. Elle s'inscrit dans une économie de don et de contre-don, où l'échange marchand est quasiment absent. De grandes cérémonies coutumières comme le katoaga, permettent une circulation des richesses et une réaffirmation de l'ordre social. La valeur des biens qui y sont échangés, de manière ostentatoire, dépend davantage des relations sociales mobilisées pour les obtenir (le chef coutumier doit réussir à rassembler de nombreux villageois sous son autorité pour y parvenir) que de leur valeur d'usage. L'anthropologue Sophie Chave-Dartoen note ainsi que « des termes tels que "richesse" et "monnaie" n'ont pas d'équivalent dans la langue wallisienne et leur traduction pose problème ».
Pour l’anthropologue Patrick Vinton Kirch, ces cérémonies d'échange de biens contraignent les habitants à produire davantage que ce qui suffirait à leur subsistance pour avoir toujours des surplus à offrir. Cela façonne donc la production agricole (ignames, taro...) et ses produits dérivés (nattes et tapa).

## Commerce

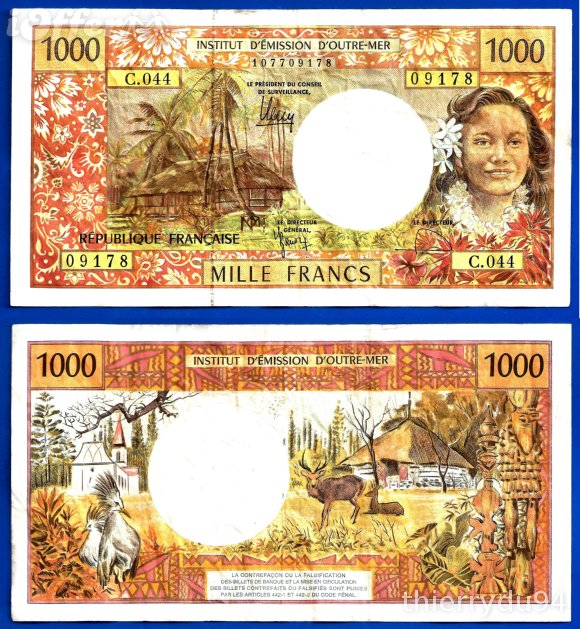
Ancien billet de 1000 francs Pacifique.

Au XIXe siècle, des navires européens commencent à échanger des biens avec les insulaires, puis des commerçants européens et chinois créent des comptoirs et des magasins. Ils font notamment le commerce du coprah, qui devient la principale ressource exportée par ces îles. Parce qu'ils permettent l'approvisionnement des îles en biens manufacturés et en ressources extérieures, ces marchands jouent rapidement un rôle politique important et certains s'engagent dans la politique locale : c'est le cas de la famille Loste (établissements Ballande) ou encore de la famille Brial, solidement implantée dans les affaires locales.
L'économie wallisienne et futunienne est basée sur les dons de biens au sein des familles : cela rend difficile la vente et la réalisation de profit, les membres de la famille venant régulièrement demander des produits ou achetant à crédit sans rembourser. C'est une situation qui se retrouve dans une bonne partie de l'Océanie et que les anthropologues nomment « dilemme du marchand ». Cela explique que la plupart des commerçants sont d'origine étrangère, n'étant pas soumis aux obligations coutumières familiales.
Plusieurs tentatives pour créer un marché central en 1976, 1981 et 1987 ont toutes échouées, car pour les Wallisiens et les Futuniens, donner le fruit de son travail est source de fierté et le vendre est synonyme de honte. La valeur d'un individu se mesure non pas aux richesses qu'il possède, mais à sa capacité à offrir des biens en grande quantité. Ainsi, la société wallisienne et futunienne ne pratique pas l'accumulation de richesses ni la thésaurisation.

## Situation contemporaine (XXIesiècle)

### Situation socio-économique

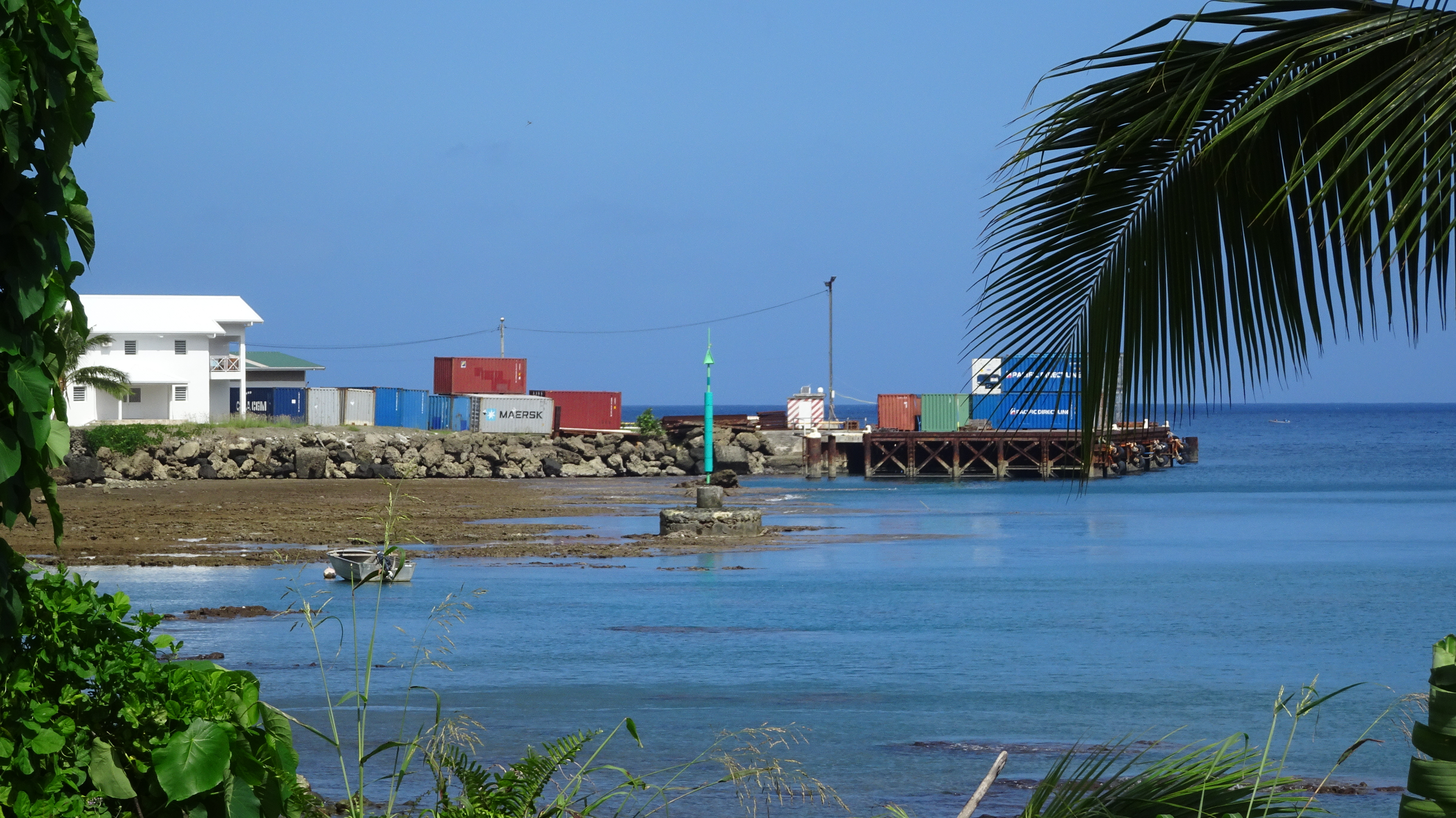
Le wharf (quai) de Mata Utu, avec plusieurs conteneurs.

En 2016, le ministère des Outre-Mers indique : « L'économie de Wallis-et-Futuna est restée traditionnelle et demeure faiblement monétarisée. L'autoconsommation y est deux fois plus élevée qu'en métropole. L'économie est largement soutenue par la dépense publique à travers les salaires distribués. »
La population, plus pauvre qu'en métropole mais la plus riche du Pacifique-Sud, n'a majoritairement pas accès à l'économie monétaire (70 % des actifs), et près de 70 % des actifs travaillent pour l'administration publique. Moins de 1 000 actifs travaillent dans des sociétés semi-publiques ou privées (notamment l'artisanat de la nacre destiné à l'exportation et issu de la pêche de coquillages).
La dangerosité et les difficultés d'accès maritime aux îles, liées à leur environnement naturel dangereux, l'absence de port en eaux profondes combinée à l'éloignement des grandes routes commerciales avec les pays plus riches comme l'Australie et la Nouvelle-Zélande, la quasi-absence de produits exportables (qui oblige les cargos de fret à repartir à vide et contribue à accroître le coût des importations de produits manufacturés) ou même l'insuffisance de liaisons aériennes qui faciliterait le développement touristique contraignent ces îles à un développement difficile et nécessitant un apport constant de capitaux publics.
En 2016, Wallis-et-Futuna s'était porté favorable à un passage à l'euro, de même pour le gouvernement français en accord avec cette décision mais celle si n'a pas eu suite du fait des longues démarches administratives,.

### Recettes publiques
Une partie des recettes publiques de la collectivité est constituée par la taxe annuelle forfaitaire sur toute activité commerciale (patente). Les sociétés extraterritoriales, qui n'ont aucune activité sur le territoire de Wallis-et-Futuna, appelées aussi sociétés offshore, ont une patente plus élevée de 1 800 euros par an. Le code pénal et le code de commerce français s'appliquent à Wallis-et-Futuna.
Wallis-et-Futuna a une législation spéciale favorable pour l'immatriculation des navires dérogeant au droit français. L'administration favorise ce régime. La compagnie française Le Ponant immatricule ses navires à Wallis. Une entité locale est spécialisée dans l'immatriculation des sociétés et des navires à Wallis.

## Secteur public

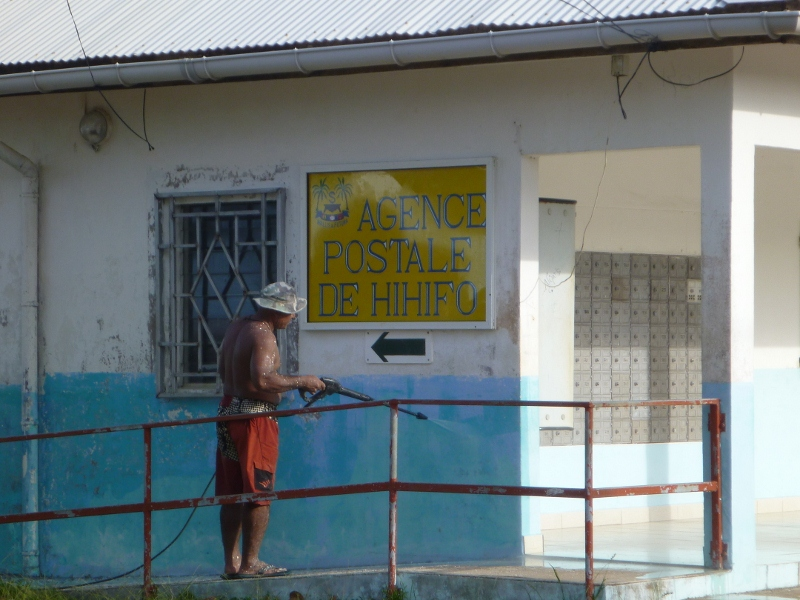
Agence postale de Hihifo à Wallis.

Le secteur public occupe une grande place dans le marché du travail à Wallis-et-Futuna avoisinant les 70 % de travailleurs contrairement au secteur privé avec seulement 30 % y travaillant.
Depuis 1961 et le passage du protectorat à un territoire d'outre-mer, l'administration française s'est installée sur les îles et a embauché de nombreux habitants dans les différents services publics locaux.

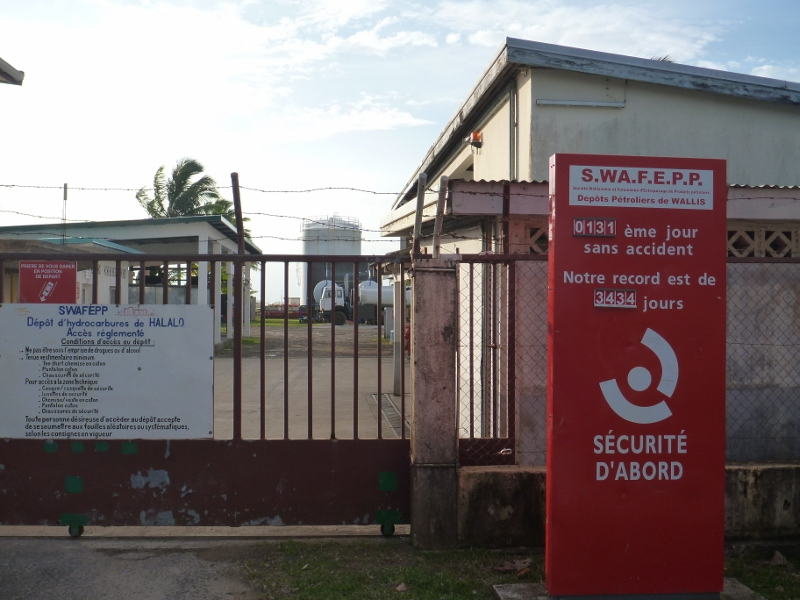
Dépôt d'hydrocarbures de Halalo à Wallis.

Depuis 1976, l'emploi public a été considérablement accru, passant de moins de 400 emplois non marchands pour 4 000 actifs à plus de 1 070 sur 1 800 emplois dans le secteur marchand. Si plus de 300 nouveaux jeunes sortent du système éducatif chaque année, il n'y a guère plus de 15 nouveaux emplois créés. Aussi, ce chômage important est compensé par un exode massif de la population, surtout des jeunes qui tentent leurs chances en Nouvelle-Calédonie, en Australie, ou directement en France métropolitaine.
Il n'y a sur le territoire qu'une seule banque, la Banque de Wallis-et-Futuna ; la BWF est une filiale de BNP Paribas. Le Trésor public n'ouvre plus de comptes et La Poste n'y a pas de services financiers. La banque sur Futuna n'est ouverte que deux jours par mois. Le service des postes et télécommunications de Wallis-et-Futuna a une activité de création et d'impression des timbres postaux.

## PIB
Le PIB de Wallis-et-Futuna en 2005 était de 188 millions de dollars américains aux taux de change du marché. Le PIB par habitant était de 12 640 dollars américains en 2005 (aux taux de change du marché, et non en PPA ), ce qui est inférieur à celui de la Nouvelle-Calédonie, de la Polynésie française et de tous les autres départements et territoires d'outre-mer français (sauf Mayotte ), mais supérieur à celui de tous les petits États insulaires indépendants d'Océanie.
Avec les territoires français de la Nouvelle-Calédonie et de la Polynésie française, le territoire utilise le Franc Pacifique , qui est fixe par rapport à l'euro, au taux de 1 000 XPF = 8,38 euros. En 1991, BNP Nouvelle-Calédonie, filiale de BNP Paribas, a créé une filiale, la Banque de Wallis-et-Futuna, qui est actuellement la seule banque du territoire. Deux ans plus tôt, la Banque Indosuez avait fermé la succursale de Mata-Utu qu'elle avait ouverte en 1977, laissant le territoire sans banque.